# Broodfabriek
Een broodfabriek is een fabriek waar, op industriële wijze, brood wordt vervaardigd. Dit brood is bestemd voor supermarkten, marktkramen en dergelijke.

## Geschiedenis
Brood werd traditioneel gebakken door mensen thuis, met name in landbouwbedrijven, waarvan de bakhuizen soms nog getuige zijn. Daarnaast werd het geproduceerd in bakkerswinkels, die over eigen ovens beschikten.
Reeds in 1760 werd in Parijs het denkbeeld geopperd om meel en brood op industriële wijze te vervaardigen.
In Nederland kwam de eerste broodfabriek in productie in 1857. Oprichter was Samuel Sarphati, welke in 1855 de Maatschappij voor Meel- en Broodfabrieken had opgericht. Doel was om de bevolking van Amsterdam op een goedkope wijze van brood te voorzien: De prijs van dit fabrieksbrood lag 30% lager dan het brood dat door in bakkerijen was gebakken. Spoedig verrezen er meer meelfabrieken en broodfabrieken. In 1865 telde Nederland al 10 meelfabrieken en 11 meel- en broodfabrieken.
Niettemin bleef de zelfstandige bakkerij nog zeer lang bestaan. Statistische gegevens uit 1913 tonen aan dat de gezamenlijke kleine bakkerijen in dat jaar ongeveer driemaal zoveel brood produceerden als de grotere, industriële, bakkerijen.